# Aiguille Rouge
L'Aiguille Rouge è una cima alta 3227 metri s.l.m. situata nella parte settentrionale delle Alpi della Vanoise e del Grand Arc, nelle Alpi francesi (dipartimento della Savoia).

## Descrizione
La montagna si trova a nord del mont Pourri. È il punto culminante della stazione di Les Arcs. Il suo accesso è possibile mediante la cabinovia che sale quasi fino alla sommità.